# Silmarillion
Silmarillion /'sɪlməˈrɪliən er en samling af J.R.R. Tolkiens mytisk-episke værker, der i 1977 blev redigeret og udgivet posthumt af hans søn, Christopher Tolkien med hjælp fra den canadiske fantasyforfatter Guy Gavriel Kay. Silmarillion udgør sammen med J.R.R. Tolkiens andre værker en omfangsrig, dog ufuldstændig, fortælling, der beskriver Eäs univers, hvori Arda (jorden) fandtes. På Arda fandtes Valinor i Aman i vest, i havet den store ø Númenor (Andor) ud for Midgård og østpå Beleriand og de andre lande i Midgård, hvor handlingen i Hobbitten og Ringenes Herre udspiller sig.
Efter successen med Hobbitten efterspurgte Tolkiens udgiver Allen & Unwin en efterfølger til bogen. Tolkien sendte dem et tidligt udkast af Silmarillion, men på grund af uenighed afviste forlaget udkastet uden at læse det helt. Resultatet af dette blev, at Tolkien begyndte at arbejde på "En længe ventet fest", det første kapitel af hvad han på den tid beskrev som "en ny historie om hobbitter", der blev til Ringenes Herre.
Silmarillion består af fem dele. Den første del, Ainulindalë, fortæller om skabelsen af Eä, den "verden der er". Valaquenta, den anden del, der ud fra Eldarnes (Elverne) sagnlærdom giver en beskrivelse af Valarne og Maiarne, de overnaturlige kræfter i Eä. Den tredje del, Quenta Silmarillion, der udgør hovedparten af bogen, fortæller som en krønike historien om begivenhederne før og i løbet af den Første Tidsalder, heriblandt også Elvernes krigsførelse mod Morgoth for at generobre Silmarillerne, og det var netop disse, der gav bogen dens titel. Den fjerde del, Akallabêth, forholder sig til historien om Númenors fald og dets folk, der finder sted i den Anden Tidsalder. Den femte og sidste del, Om de Mægtige Ringe og den Tredje Tidsalder, er en kort beretning om de omstændigheder, der førte til og fandt sted i Ringenes Herre.
De fem dele var i begyndelsen separate værker, men det var den aldrende Tolkiens ønske, at de blev udgivet sammen. Da J.R.R. Tolkien døde, før han blev færdig med at revidere de forskellige legender, indsamlede hans søn, Christopher Tolkien, materiale fra sin fars ældre skriftlige arbejder for at færdiggøre bogen. I nogle få tilfælde betød dette, at han blev nødt til at udtænke helt nyt materiale for at fjerne huller og uoverensstemmelser i fortællingen.
Silmarillion er skrevet i en tilstræbt gammelmodig sprogtone med mange arkaiske ord for at ligne de mytefortællinger, den er inspireret af, f.eks Kalevala, Beowulf, græsk mytologi og nordisk mytologi. Dette har medvirket til, at nogle anmeldere kritiserede sprogbruget, og generelt var anmeldelserne fra blandede til negative.

## Oversigt
Silmarillion var ligesom Tolkiens andet skriftlige materiale om Midgård, tænkt at have fundet sted engang i Jordens fortid. Silmarillion er tænkt oversat fra Bilbo Sækkers tre-binds værk Oversættelser fra Elverne, som han skrev, da han opholdt sig i Kløvedal..
Bogens dele:
- Ainulindalë (Ainu-Sangen der førte til skabelsen af Eä.)
- Valaquenta (Kort gennemgang de forskellige Valar og Maiar og Melkors underordnede Maiar, herunder Sauron.)
- Quenta Silmarillion (Spænder fra Eäs og Ardas ungdom over hele den Første Tidsalder indtil dens afslutning. Det var her elverne førte krig mod Morgoth for at generobre Silmarillerne.)
- Akallabêth (Gengiver ø-kongeriget Númenors opblomstring og undergang.)
- Om de Mægtige Ringe og den Tredje Tidsalder (Beskriver de begivenheder, der fandt sted i Midgård i løbet af den Anden og Tredje Tidsalder.)

Siden med titlen inde i bogen indeholder en inskription skrevet med Tengwar. Med normal skrift står der "Fortællingerne om den Første Tidsalder hvor Morgoth dvælte i Midgård, og Elverne førte krig mod ham for at generobre Silmarillerne, hvortil Númenors fald er tilføjet og historien om de Mægtige ringe og den Tredje Tidsalder, hvori disse fortællinger lakker mod enden".

## Synopsis

### AinulindalëogValaquenta
Den første del af Silmarillion, Ainulindalë (Ainu-Sangen) omhandler Eäs skabelsesberetning. Eru den Ene, også kaldet Ilúvatar ("Alfader"), skabte først Ainurne, en gruppe af udødelige ånder eller demiurger, som "børn af sin tanke". Ilúvatar bragte Ainurne sammen og viste dem et tema, hvorfra han befalede dem at gøre et stort kvad. Melkor, for hvem Ilúvatar af alle Ainur havde givet den største magt og viden, brød musikkens harmoni for at udvikle sin egen sang. Nogle Ainur tilsluttede sig ham, mens andre fortsatte med at følge Ilúvatar, hvilket forårsagede mislyde i sangen. Dette skete tre gange, og hver gang overmandede Eru Ilúvatar succesfuldt sin oprørske underordnede med et nyt tema. Da stoppede Ilúvatar musikken og sagde med skælvende røst til Ainurne, at ingen klang skal lyde, medmindre den har sit udspring i ham, og den som forsøger, bliver hans værktøj i skabelsen af noget endnu prægtige. Ainurnes ærefrygt voksede overfor Illúvatar, og hos Melkor opstod en hemmelig vrede. Eru viste dem da et syn af Arda, der befolkedes af Illuvátars børn, de Førstefødte og Efterkommerne. Synet forsvandt efter noget tid, og Ilúvatar tilbød Ainurne en chance for at bosætte sig i Arda og regere den nye verden.
Illúvatar hidkaldte alle Ainurne og kastede den Uforgængelige Ild gennem intet, og på denne måde skabtes Eä, Verden som er. Nogle Ainur blev hos Illúvatar hinsides Verden, imens andre nedsteg i Eä, og de mægtigste af disse blev kendt efterfølgende som Valarne, Verdens Vældige Magter. De Ainur som nedsteg i Eä antog fysisk form og skikkelse og blev bundet til Verden. De mest magtfulde Ainur blev kendt som Valarne, imens de mindre magtfulde kaldtes Maiarne og blev Valarnes ledsagere og tjenere.
Den anden del, Valaquenta, beskriver Melkor og hver af de 14 Valar i detaljer, såvel som nogle få af Maiarne. Den fortæller desuden, hvordan Melkor forførte mange Maiar til i sin tjeneste; nogle heriblandt blev til Sauron og Balroggerne. 

### Quenta Silmarillion
Den tredje del Quenta Silmarillion ("Fortællingen om Silmarillerne"), der udgør hovedparten af bogen, er en serie fortællinger, der er sammenkoblet indbyrdes og fortalt som en krønike. Fortællingen foregår i den Første Tidsalder og omhandler den tragiske saga omkring de tre ædelstene, Silmarillerne.

#### Ardas skabelse
Valarne forsøgte at forberede Arda til de kommende beboere, Ilúvatars børn, men Melkor, der ville herske enerådigt over Arda, ødelagde hele tiden deres arbejde. Dette fortsatte i årtusinder gennem gentagen ødelæggelse og skabelse, og imens tog Arda langsomt form. For en stund fik Valarne fred fra Melkor, Arda blev mere fager end nogensinde, og Manwë beordrede nu to mægtige fakler til at oplyse Midgård. Men senere rejste Melkor sin mægtige fæstning Utumno i Midgård og ødelagde de to fakler, hvilket medførte, at Valarne flyttede vestpå til Aman, hvor de grundlagde deres rige Valinor og staden Valmar, imens Midgård var overladt til Melkor. Javanna skabte de To Træer der oplyste, den ældste Telperion, ham der glitrede med sølvglans, og Laurelin, hende hvis blade var som skinnende guld.

#### Elverfolkets opvågnen ved Kuiviénen
Da stjernerne begyndte at skinne skete Elverfolkets opvågnen ved søen Kuiviénen. Melkor ledte nogle alfer på vildspor, formørkede nattehimlen, og de tilfangetagne elvere blev fordærvet til Orker. Valarne førte krig mod Melkor for at beskytte Elverne på deres vandring mod vest, og brød ind i Utumno, lænkede Melkor, og Manwë dømte ham til at sidde i Mandos' borg i tre tidsaldre. Grundet farerne i Midgård inviterede Valarne Elverfolket til at rejse mod Aman. Mange elvere drog til Aman, iblandt disse kom Vanyarne anført af Ingwë, herefter kom Noldorne anført af Finwë og til sidst den største skare kaldet Teleri anført af brødrene Olwë og Elwë (senere Thingol). Nogle Teleri blev tilbage heriblandt Sindarne, som senere blev regeret af elverkongen Thingol og Melian, en Maia.
Melkor blev løsnet af kæden, og fik nåde fra Manwë at have foregivet anger for sin ugerning, og i Aman skabte Fëanor Silmarillerne, smykkerne der glødede med lyset fra de To Træer. Melkor plantede had til Valarne i Fäenor sind, røbede menneskes komme, og Feänor begyndte nu åbenlyst at tale dårligt om Valarne: om forlade Valinor og udfri Noldorne af Valarnes trældom. Således æggede Melkor Noldorne til indbyrdes splid, og han forlod Valinor. Senere dræbte Melkor de To Træer, med hjælp fra det forfærdelige monster Ungoliant. I al forvirringen kom der bud fra Formenos om at Melkor havde stjålet Silmarillerne og dræbt Finwë, og Feänor forbandede Melkor, og kaldte ham Morgoth, Verdens Sorte Fjende, og Morgoth flygtede tilbage til sin borg Angband. 

#### Noldornes flugt
Feänor bød alle at komme til Finwës højsal i staden Tirion på Túnas top, hvor han krævede kongemagten over alle Noldor, talte om at rejse over havet til Midgård og erobre land til nye riger, udfri Noldorne af Valarnes trældom og generobre Silmarillerne fra Morgoth. Herefter svor Feänor og hans syv sønner en ubrydelig og forfærdelig ed, i selve Illúvatars navn, om at de ville forfølge enhver skabning til verdens ende som måtte tage, holde eller forvare en Silmaril, og blev ed blev senere deres undergang. Feänor opfordrede stærkt alle Noldor til at drage mod Midgård, og han drog først sammen med hans sønner og nogle ivrige sjæle, imens Fingolfin senere drog ud med en større skare, selvom han ikke selv ønskede at forlade Aman.
Feänors hær overtog Teleri-folkets skibe med magt og vold, og fik hjælp af Fingon med de forreste i Fingolfins hær. Herefter drog mod strædet Helcaraxë i nord, men inden de nåede strædet kastede Mandos en forbandelse over Noldorne, Noldornes Forbandelse, pga. frændedrabet ved Svanehavn, der spåede at Noldor blod ville blive udgydt. De holdt kursen og fortsatte mod strædet, undtagen Finarfin og nogle af hans folk, der drog tilbage mod Valinor. Men Feänor forrådte en stor del af følget og stak af med skibene med sine sønner og de ivrige, og efterlød resten af følget og Fingolfin i Araman. De gik i land ved Dengristfjordens udløb, og der brændte de Teleri-skibene som en hån mod dem, der havde forbandet Feänor i kulden. Fingolfin og resten af følget trodsede kulden og gik over ved strædet, og betrådte de Ydre Lande med en formindsket styrke.

#### Sol og Måne skabes og menneskenes opvågnen sker i Hildórien
Valarne skabte Solen og Månen, efter de havde erfaret, at Noldorne havde nået Midgård, og da Solen stod op for første gang i vest, vågnede Menneskene, eller Atani som Eldarne kaldte dem, i landet Hildórien. På deres vandring mod vest mødte de Avari og menneskene var i deres barndom Avaris venner, ledsagere og elever. 

#### Dværgenes ankomst til Beleriand
I løbet af den anden tidsalder af Melkors fangenskab kom Dværgene, Aulës børn ind i Beleriand og de mødte elverkongen Thingol, der bød dem velkommen. Dværgernes havde bosat nu sig på den anden side ved foden af Ered Luin i Belegost og Nogrod. Senere varslede Melian at freden i Arda ikke kunne vare evigt, thi Melkors fængsling ikke varede evigt, og Thingol fik Dværgene fra Belegost til at bygge det vældige anlæg Menegroth. Ved afslutningen af Melkors fangenskab beordrede Thingol en oprustning, og dværgene i Belegost smedede rustninger og våben.
Nu kom en flok elvere (Laiquendi) over Ered Luin, der bosatte sig i Ossiriand. Morgoth kom tilbage til Angband og rejste Thangorodrim, og orker hærgede vildt og fordrev Círdan og hans folk fra Falas og dræbte Denethor. Thingol hidkaldte så mange han kunne til hans bevogtede rige, og Melian omgærdede området med Melians Bælte. Der var nu kun sikkert i Doriath og Falas befæstede havne. Kampen huskedes senere som det første store slag i Beleriand.

#### Noldorne ankommer til Midgård
I mellemtiden ankom Feänor til Drengist-fjorden og ind i Midgård til Mithrimsøen, hvor Morgoths tropper angreb uden varsel. Der udkæmpedes det andet slag i Beleriand, Dagor-nuin-Giliath, Slaget under Stjernerne, hvor Noldorne nedslagtede Morgoths to hærskarer. Feänor jagtede resten af orkerne mod Angband, hvor han blev såret af balrog-fyrsten Gothmoth, reddet af sine sønner, men til sidst døde han ved Eithel Sirion. Ved en fredsmægling forrådte Morgoth dem og tog Maedhros til fange og lænkede ham på Thangorodrim. Da resten af følget senere ankom ledet af Fingolfin og slog lejr ned ved Mithrimsøen, tog hans søn Fingon alene til Thangorodrim og reddede Maedhros, og de begge blev båret af Thorondor til Mithrim. Denne heltedåd mildnede hadet mellem Feänors og Fingolfins huse.
Kong Thingol hilste ikke Noldorne hjerteligt velkommen og bestemte, at de kun måtte bo hvor der var vildt og øde. Efter mange års fred blomstrede rigerne nord for Doriath, men en dag samlede Morgoth uden varsel sine styrker, der væltede ud fra Angband og spredte sig over Ard-galens sletter, men Fingolfin der beskyttede passagen ved Sirionpasset, og Maedhros der beskyttede Maedhros' bakker og de Blå Bjerges udløbere var vågne. De nedslagtede spredte Ork-bander og stødte på hovedstyrken, da denne var ved at bryde igennem Dorthonion. De besejrede Morgoths trælle og holdt Angbards belejring i næsten firehundrede solår, men Angbad kunne ikke belejres. Dette slag, der var det tredje store slag i Beleriand, hed Dagor Aglareb, det glorværdige salg.

#### Staden Gondolin opføres
Turgon havde fundet et hemmeligt land Tumlad, der omkranseredes af Echoriath. Hertil sendte han folk, der i hemmelighed byggede staden Gondolin, den skjulte klippe. Efter et halvt århundrede stod staden færdig og Turgon drog afsted med hel sit eget folk, en tredjedel af Fingolfins følge, endnu flere Sindar i små afdelinger. De nåede takket være Ulmo ubemærket Gondolin.
En dag drog Aredhel, der boede hos sin bror Turgon i Gondolin, afsted med tre stormænd og endte i Nan Elmoth, hvor Eöl boede. De fik en søn som hed Maeglin, og en dag drog Maeglin og Aredhel mod Gondolin, Eöl indhentede dem, men de nåede porten i rette tid. Eöl krævede sin søn med hjem, men Turgon sagde at han kunne vælge mellem at blive der eller dø. Han valgte døden og kastede et spyd mod Maeglin, som Aredhel tog i skulderen og blev såret uden at dø. Herefter blev Eöl kastet ud fra byens lodrette mur og døde.

#### Noldornes frændemord røbes for Melian
Imens Gondolin var under anlæg, boede Galadriel, søster til Finrod Felagund i Doriath, hvor hun talte med Melian om tiden i Valinor. Men Melian, som var Maiar, troede ikke ikke på at Noldorne var kommet som Valarnes sendebud. Efter Galadriel havde fortalt Melian om Silmarillerne og Finwës fald i Formenos, kiggede hun dybt ind i Galadriels sind, hvor hun anede sorg og ondskab, og fortalte Thingol at han skulle tage sig i agt for Feänorsønnerne, thi de havde blod på deres hænder.  Ved en lejlighed hvor Finarfinsønnerne gæstede Thingol i Menegroth, blev han meget vred og sagde, at ingen skulle tale Valinor-elvermålet, og de der brugte det skulle holdes for frændemordere. Nu brugte de Sindarinsproget til dagligdags brug, thi Sindarne veg uden om enhver der talte vestlandets højsprog. Det blev fra nu af kun talt indbyrdes mellem Noldo-fyrster og Mandos' ord gik i opfyldelse. 

#### Menneskene ankomst til Beleriand og Dagor Bragollach
Menneskene ankom omtrent 300 år efter Dagor Aglareb. Først kom Bëor den Gamles folk og bosatte syd for Nan Elmoth i Estolad, et år efter kom Haladin'erne og bosatte sig i Thargelion og boede hos Caranthir, og næste år kom Marachs folk og bosatte sig sydøst for Baran Beörsøns bygder. Mange Mennesker flyttede til landene i nord og blev Elvernes forbundsfæller. Men ind i Thingols rige kom de ikke, undtagen Haleths folk i Brethilskoven. Belejringen af Angband blev brudt i det fjerde store slag, Dagor Bragollach, hvor Morgoth brudte belejringen med ild og røg fra Angbands smedjer. Ud af Angband kom dragernes urfader Glaurung, Balrogger og en mægtig orkhær. Noldornes konge Fingolfin udfordrede Morgoth til tvekamp foran Angbang, hvor han døde. Barahir Bëorsøns folk i Dorthonion blev nedslagtet til, der kun var 12 tilbage, og Hadors folk var spærret inde i Hithlum og led hårde tab. Sirionpasset blev vundet af Sauron, og i vest væltede orker ind gennem området Maedros' mark og hærgede. Til sidst blev området omkring Maedhros' mark lukket, og Thingol beskyttede området omkring Sirionpasset for en tid.

#### Beren og Lúthien
Beren søn af Barahir, et menneske der havde undsluppet orkernes nedslagning af Barahirs folk i Dorthonion, slap væk og endte mange år senere i skoven Neldoreth, hvor han forelskede sig i elverkvinden Lúthien, kong Thingols datter. Men ægteskabet huede ikke Thingol, og han krævede en Silmaril, for at Beren kunne få Lúthien. Han nåede ikke langt og blev fremført for Finrod Felagund i Nargothrond, hvorefter Finrod og ti af hans mænd drog mod Angband, men blev pågrebet ved Tol Sirion af Sauron og smidt i et fangehul. Imens flygtede Lúthien fra sit tårn, blev fængslet af Curufin og Celegorm i Nargothrond, men flygtede med hjælp fra ulven Huan, drog til Tol Sirion, hvor Huan fællede alle ulvene og tvang Sauron til at forlade stedet. Hun fandt da Beren, men Finrod var død. De drog nu mod Angband, hvor Lúthien sang Morgoths hær og ham selv i søvn, og Beren tog en Silmaril fra Morgoths krone. Herefter bed Carcharoth Berens hånd af, og de blev samlet op af Thorondor til Doriath, hvor han blev helbredt af Lúthien, og nu vendte de tilbage til Menegroth, hvor Beren og Thingol indledte jagten på Carcharoth. Ved floden Esgalduin dræbte Huan Carcharoth, men Beren døde af sine sår og bagefter Lúthien af sorg. Hos Mandos opgav hun sin udødelighed for, at de sammen kunne vende tilbage til Midgård, hvor fødte sønnen Dior.

#### Nirnaeth Arnoedidad
Efter Beren og Lúthien havde kunne infiltrere Angband, opfattede Noldorne ikke længere Melkor som uovervindelig. De angreb med en vældig hær af Elvere, Dværge og mennesker, men nogle mennesker heriblandt nogle Østerlinge løb fra slaget imens andre Ulfast folk gik over til Morgoth fællede Fingon og mange af hans mænd, Hador og alle hans mænd, mange af Dværgene heriblandt Azaghâl herre i Belegost og mange andre mennesker og elvere. Dette femte store slag i Beleriand kendtes senere under navnet Nirnaeth Arnoedidad, de utalte tårers kamp. Nordens værn blev brudt, fordi Feänorsønnernes værn ved Aglonpasset og Maedhros mark blev brudt, Fingons folk forsvandt fra Hithlum, og begge grupper flyttede til Ossiriand. Dette førte til at orkerne væltede ind i Beleriand og hærgede så langt i syd som i Falas hvor Kírdan og hans folk flygtede fra Eglarest og Brithombar til Balar øen og sirions mundinger. De eneste to sikre steder i Beleriand var nu Doriath og Gondolin, som Morgoth nu begærede at finde, thi Turgon nu var den retmæssige konge over alle Noldor.

#### Húrins børn
Ingen modtog større ære, end brødrene Húrin og Huor af Hadors Hus. Huor døde i kamp i Hithlum, men Morgoth tog Húrin til fange, forbandede ham, hans kone Morwen og hans æt, og med sin trolddom lænkede han Húrin på Thangorodrim, hvor han kunne sidde og skue elendigheden, der ramte hans folk. Húrins søn, Túrin Turambar, blev sendt til Doriath, mens hans moder og ufødte søster Nienor blev i deres fars tidligere rige. Túrin opnåede mange heltegerninger, den største var nedlæggelsen af dragernes urfader Glaurung. På trods af dette var Turin plaget af Morgoths forbandelse, hvilket resulterede i at han uforvarende dræbte sin ven Beleg Bæltespænder og ægtede og gjorde sin søster Nienor Níniel, hvem han aldrig havde mødt før, gravid  Nienor troede, at Túrin var død af den forfærdelige gift i Glaurings blod, og efter fortryllelsens slør løftede sig, huskede hun alt og kastede sig ud fra klippeskrænten ved Kabed-en-Aras og døde. Men pludselig vågnede Túrin, og da han fandt ud af det, dræbte han Brandir og flygtede. Da han mødte Mablung, som fortalte hele sandheden, kastede Túrin sig nu på sit sværd Gurthang og døde.

#### Gondolins og Doriaths fald
Morgoth var ikke færdig med sin ugerning og løslod Húrin, som gik mod Echoriath, og i sin ringe tilstand råbte han der efter Turgon, og nu vidste Morgoth præcis, hvor Gondolin lå. Húrin mødte på sin vej mod Nargothrond sin kone Morwen ved børnenes grav, og den nat døde hun og blev begravet af Húrin. Húrin trådte ind i Nargothrond, fældede dværgen Mîm og tog Nauglamíren og overrakte det til Thingol som tak for hans forvaring af sin familie. Thingol beordrede nu smedene fra Nogrod at smede Nauglamíren og Silmarillerne sammen til et smykke. Thingol blev dræbt af dværgene. Smykket stjålet et par gange af dværgene og genvundet et par gange, og til sidst blev Menegroth angrebet af Feänorsønnerne, men Diors datter Elwing stak af med smykket til Sirions udløb.
Huors søn, Tuor, blev involveret i Gondolins skæbne. Han giftede sig med elverkvinden Idril, Turgons datter, og fødte i det følgende forår sønnen Eärendil. Da Gondolin faldt med hjælp indefra fra forræderen Maeglin, reddede Tour mange af dets beboere fra at blive tilintetgjort, og flygtede gennem passet Cirith Thoronath, hvor Glorfindel omkom i tvekamp med en balrog.

#### Eärendils rejse til Valinor og det Store Slag
Alle elvernes riger i Beleriand faldt til sidst, og flygtninge fra Doriath og Gondolin bosatte sig ved havnene ved Sirions munding skabt af Tuor. Men Feänorsønnerne havde ikke fuldbyrdet deres ed og angreb uden varsel de overlevende, og tog Elrond og Elros til fange. Elwing og Eärendil drog mod Aman for at fortælle Valarne om, hvordan de To Slægter havde lidt under Morgoth. Valarne hørte Eärendils bøn og lod ham, hans kone og deres børn vælge slægt, de valgte begge det Første Folk. Eärendil drog nu ud i Eä i et mægtigt skib og oplyste himlen med en Silmaril på sin pande.
Nu beredte Valarne sig på et mægtigt slag, det Store Slag eller Vredens Fejde, hvor Valarne med hjælp fra elverne og Edain udslettede Morgoths hær og hans fæstning, forviste ham fra Eä, og det meste af Beleriand sank i havet. Således afsluttede den Første Tidsalder, og de sidste to Silmariller blev taget af de sidste overlevende Feänorsønner, Maedhros og Maglor. Men Maedhros kastede sig i en ildsprudlende kløft og døde, imens Maglor kastede sin i havet, men tog dog ikke sit eget liv, og således endte hver af Silmarillerne i hver af de fire elementer: jord, ild, luft og vand.
Elrond and Elros måtte ligesom deres forældre vælge slægt. Elrond valgte at tilhøre de Førstefødte. Elros blev den første konge over menneskene i Númenor og blev tildelt en levealder, der var mange gange længere end Midgårds folks, og levede til han blev 500 år gammel.

### Akallabêth
Akallabêth ("det som gik under")  fortæller opblomstringen og faldet af ø-kongeriget Númenor, som menneskene har fået af Valarne for deres bidrag i krigen imod Morgoth. Sauron tages til fange af Númenóreanerne og er deres fange i mange år, som han bruger på lokke dem til at søge at tage udødelighed fra Valarne med magt, og deres forsøg resulterer i deres undergang. Ved Illúvatars indgriben bliver Númenor ødelagt, og sammen med den mister Sauron sin krop, som han ikke kan genskabe uden hjælp fra den nu forviste Melkor. Illúvatar ændrer verdens form og gør det umuligt for mennesker at nå Aman.

### Om de Mægtige Ringe og den Tredje Tidsalder
Det afsluttende afsnit af bogen beskriver de begivenheder, der fandt sted i Midgård i løbet af den Solens Anden Tidsalder og Solens Tredje Tidsalder. I den Anden Tidsalder steg Saurons magt bestandigt, og i Eregion blev Elverringene smedet af Elverne ledet af Celebrimbor. Sauron smeltede i hemmelighed den Ene Ring, Herskerringen til at styre Elverringene, men Elverne opdagede det og flygtede med de Tre Ringe, og Sauron erklærede Noldorne krig og hærgede Eregion. Dværgene gav han syv, der vækkede begæret efter guld i Dværgfyrsternes hjerter og resulterede i de Syv Skatte, imens han gav menneske ni, og de blev Saurons tjenere, Ring-ånderne eller Nazgûl kaldtes de. Der var krig i lang tid mellem Sauron og hans fjender og krigen kulminerede med det Sorte År, men dette stoppede senere, da han tog til Númenor som krigsfange.
Som fortalt i Akallabêth faldt Númenor ned i afgrunden og Elendili, de Trofaste blev skyllet i land ved Midgårds vestkyst, og grundlagde rigerne Arnor og Gondor. Da der ikke var gået ret mange år, var Sauron vendt tilbage til Det Sorte Tårn og samlede en mægtig hær og gjorde sig klar til krig. Det hele kulminerede, da menneskene og elverne dannede Det sidste forbund af mennesker og elverfolk. Det var en prægtig hær, hvis lige ikke var blevet set siden Vredens Fejde. Gil-galad, den sidste storkonge over Noldorne, og Elendil faldt, men Isildur tog sværdet Narsil, Elendils svær, og skar Herskerringen af Saurons hånd, hvorefter Saurons ånd flygtede langt bort og således endte den Solens Anden Tidsalder og den Tredje begyndte.
Den Tredje Tidsalder begyndte med, at Herskerringen gik i arv til Isildur, der ikke lang tid efter blev taget i baghold i nærheden af Loeg Ningloron, Åkande-engene, og ringen forsvandt i floden Anduin. Dette afsnit giver også en kort oversigt over de begivenheder, der ledte op til og fandt sted i Ringenes herre, heriblandt Gondors nedgang, Saurons genfremkomst, det Hvide Råd, Sarumans forræderi, og den endelige ødelæggelse af Sauron sammen med den Ene Ring, hvorefter den Solens Fjerde Tidsalder begyndte.

## Koncept og tilblivelse

### Tekstens udvikling og tilblivelse
J. R. R. Tolkien begyndte i 1914 at arbejde på historierne, der senere blev til Silmarillion. Hensigten var, at de skulle blive en engelsk mytologi, der ville forklare engelsk historie og kulturs oprindelse. Meget at dette tidlige arbejde blev skrevet, da Tolkien, der dengang var en britisk officer, vendte tilbage til Storbritannien fra Frankrig, hvor han var indlagt og havde sygeorlov. Han blev færdig med den første historie, "Gondolins fald", i slutningen af 1916.
Han kaldte hans samling af spirende historier "The Book of Lost Tales". Dette blev navnet til de første to bind af The History of Middle-earth, der omfatter disse tidlige tekster. Historien beskæftiger sig med det litterære virkemiddel en mariner ved navn Eriol (i senere versioner, en Anglo-sakser kaldet Ælfwine), der finder øen Tol Eressëa, hvor elverfolket lever og fortæller ham deres historie. Imidlertid blev Tolkien aldrig færdig med The Book of Lost Tales, og han stoppede med at skrive den, for i stedet at komponere digtene "Laiet om Leithian" og "Laiet om Húrins børn".
Den første komplette version af Silmarillion var "Skitse af Mytologien" skrevet i 1926 (senere udgivet i fjerde bind af The History of Middle-earth). Skitsen var en 28 siders synopsis skrevet for at forklare baggrunden til historien om Túrin til R. W. Reynolds, en ven, som Tolkien havde sendt adskillige af historierne. Fra "Skitsen" udviklede Tolkien en mere fyldestgørende version af fortællingen i Silmarillion kaldet Quenta Noldorinwa (også inkluderet i fjerde bind). Quenta Noldorinwa var den sidste version af Silmarillion, som Tolkien færdiggjorde.
I 1937 indsendte Tolkien, opmuntret af successen med Hobbitten, en ufærdig men mere færdigudviklet udgave af Silmarillion kaldet Quenta Silmarillion til hans udgiver George Allen & Unwin, men de afviste værket med at det var obskurt og "for keltisk". I stedet spurgte udgiveren Tolkien, om han ikke ville skrive en efterfølger til Hobbitten. Tolkien begyndte at revidere Silmarillion, men vendte sit fokus til efterfølgeren, der blev Ringenes Herre. Han begyndte igen at arbejde med Silmarillion efter at have færdiggjort Ringenes Herre, og han havde et stærkt ønske om at udgive de to værker sammen. Men da det blev tydeligt, at det ikke ville være muligt, vendte Tolkien sin fulde opmærksomhed til at forberede Ringenes Herre til udgivelse.
Tolkien vendte i de sene 1950'ere tilbage til Silmarillion, men hans skriftlige arbejde fra denne tid drejede sig i højere grad om det teologiske og filosofiske fundament under bogen end selve fortællingerne. På dette tidspunkt var han tvivl om værkets fundamentale aspekter, der gik tilbage til de tidligste versioner af historierne, og det virkede som om, at han havde et behov for at løse disse problemer, før han kunne fremstille den endelige udgave af Silmarillion. I denne periode skrev han udførligt om emner såsom det ondes natur i Arda, orkernes oprindelse, elvernes skikke og genfødsel, den "flade" verden, og historien om Solen og Månen. Ved enhver lejlighed i løbet af de resterende år af hans liv, med en eller to undtagelser, skrev han små ændringer til fortællingerne.

### Posthum udgivelse
Christopher Tolkien udarbejde i flere år efter hans fars død en Silmarillion fortælling. Christophers intentioner synes overvejende at have været at bruge det senest mulige af hans far skriftlige arbejde, han kunne bruge, [kilde mangler] og at opretholde så meget indre overensstemmelse (og overensstemmelse med Ringenes Herre) som overhovedet muligt, selvom han indrømmede, at fuldstændig overensstemmelse var umuligt. Som forklaret i The History of Middle-earth, trak Christopher på en lang række kilder til sin fortælling, beroede på værker før Ringenes Herre, hvor det var muligt, og endte ultimativt med at nå så langt tilbage som til Book of Lost Tales fra 1917 for at udfylde de dele af fortællingen, hans far havde planlagt at skrive, men som aldrig blev adresseret. I et senere kapitel i Quenta Silmarillion, der ikke var blevet rørt siden de tidlige 1930'ere kaldet "Doriaths ødelæggelse", blev han praktisk talt nødt til at konstruere fortællingen fra bunden. Det endelige resultat blev udgivet i 1977, og det indeholdt genealogier, kort, et index, og den første elviske ordliste nogensinde udgivet.

Meget af Silmarillion er blevet debatteret af læserne. Christophers opgave er generelt accepteret som meget svær, på grund af tilstanden af hans fars tekster ved hans død. Nogle vigtige tekster var ikke længere i Tolkien familiens besiddelse, og Christophers arbejde tvang ham til at skynde sig gennem meget af materialet. Christopher afslører i de senere bind af The History of Middle-earth mange afvigende ideer, der er i uoverensstemmelse med den publicerede version. Christopher Tolkien har påpeget, at hvis havde han brugt længere tid og havde adgang til alle teksterne, kunne han havet fremstillet et væsentligt anderledes værk. Men han var tvunget til dette på grund af et betydeligt pres og krav fra hans fars læsere og udgivere til at producere noget publicerbart så hurtigt som muligt.[kilde mangler]
Christopher Tolkien bestilte i oktober 1996 illustratoren Ted Nasmith til at lave helsides fuldfarve billedkunst til den første illustrerede udgave af Silmarillion. Den blev udgivet i 1998 og blev i 2004 efterfulgt af en anden udgave, der indeholder rettelser og yderligere billedkunst af Nasmith.[kilde mangler]
Christopher Tolkien udgav op gennem 1980'erne and 1990'erne det meste af hans fars skriftlige arbejde om Midgård i tolvbinds serien The History of Middle-earth. Udover kildematerialet og adskillige tidligere udkast af Ringenes Here, bygger disse bøger i høj grad videre på materialet udgivet i Silmarillion og afviger i mange tilfælde fra denne.[kilde mangler] Der er meget, som Tolkien havde til hensigt at revidere, der kun blev skitseret ud i noter, og nogle nye tekster dykkede op efter Silmarillions udgivelse. Disse bøger gør det også tydeligt, hvor ufærdige de senere dele af Silmarillion virkelig var: nogle blev aldrig omskrevet efter de tidligere udgaver i Lost Tales.[kilde mangler]

### Påvirkninger
Silmarillion er et komplekst værk, der udstiller påvirkninger fra mange kilder. En større indflydelse var den finske epik Kalevala, specielt fortællingen om Kullervo. Påvirkninger fra Græsk mytologi er også tydelige. Øen Númenor for eksempel erindrer Atlantis. Imidlertid beskrev Tolkien i en besked til Christopher Bretherton, det blot som en pudsig tanke.
Græsk mytologi farver endvidere Valarne, som låner mange attributter fra de Olympiske guder. Valarne lever, ligesom Olympens guder, i verden men på et højt bjerg eller et fjernt land adskilt fra dødelige; men lighederne er kun omtrentlige. Valarne rummer desuden elementer fra Nordisk mytologi. Flere af Valarne har adskillige egenskaber, der ligner Æsir, Asgårds guder. Thor er for eksempel den stærkeste af guderne fysisk og kan ses i både Oromë, der bekæmper Melkors utysker og monstre, og i Tulkas, den fysisk stærkeste af alle Valarne  Manwë, Valarnes leder, udviser nogle ligheder med Odin, "Alfaderen". Tolkien sagde også, at han anså Maian Olórin (Gandalf) som en "Odinsk vandringsmand".
Biblen og de traditionelle kristne fortællingers indflydelse kan ses i en konflikt i Silmarillion mellem Melkor og Eru Ilúvatar, der drager paralleller til polariteten mellem Lucifer og Gud. Ydermere fortæller Silmarillion om elvernfolkets skabelse og undergang, ligesom Genesis fortællinger menneskenes skabelse og undergang. Som med alle andre af Tolkiens værker, tillader Silmarillion plads til senere kristen historie, og et udkast har endda Finrod, en person i Silmarillion, der spekulerer om nødvendigheden Erus (Guds) endelige Inkarnation for at redde menneskeheden.
Midderalderens kristne kosmoslogi viser dens indflydelse med hensyn til skabelsen af universet, som manifestationen af en slags sang sunget af Gud sammen med hvem englene harmoniserer, indtil den faldne engel introducerer disharmoni. St. Augustins skriftlige arbejde om musik, såvel som den udstrakte midderalderlige tradition med guddommelige harmoni, er velkendt for os i dag i begrebet Musica universalis, "sfærernes musik"—bruges som grundlag for denne skabelsesberetning.
Keltisk mytologi viser dens indflydelse i for eksempel Noldornes eksil, der låner elementer fra historien om Tuatha Dé Danann i Iriske legender. Walesisk påvirkning er set i elversprogen Sindarin, som Tolkien gav "en lingvistisk konstrution meget lig (dog ikke indentisk med) Britisk-Walesisk ... fordi den lader til at passe ind i de temmelig 'keltiske' typer af legender og historier fortalt af deres talere".

## Modtagelse
Ved tiden omkring udgivelsen af Silmarillion, var anmeldelserne generelt blandede til negative. Silmarillion blev kritiseret for at være for alvorlig, fordi den manglede de munter øjeblikke som Ringenes Herre og Hobbitten indeholdt. TIME beklagede, "at der ikke var en eneste samlende søgen efter noget, og vigtigst af alt ingen broderskabsbånd for læsere at identificere sig med". Andre kritiker påpegede det arkaiske sprog, som vanskeligt at læse, og mange vanskelige navne, og navne der er svære at huske.
Robert M. Adams ved The New York Review of Books kalde Silmarillion "en tom and pompøs kedelighed" , "ikke en litterær begivenhed af stor betydning", hævdede endda en hovedårsagen for dens "enorme salg" var "Tolkien kulten" skabt af Hobbitten og Ringenes Herres popularitet og forudså, at flere mennesker ville købe Silmarillion end, der nogensinde ville læse den. School Library Journal kaldte den "kun et dødfødt efterskrift" i forhold til Tolkiens tidligere værker. Peter Conrad ved New Statesman gik endda så langt som at sige "Tolkien kan faktisk ikke skrive".
Nogle få anmeldere roste omfanget af Tolkiens værk. The New York Times Book Review anerkendte at "Hvad der til sidst er mest bevægende ved Tolkiens forsøg er dens excentriske heroisme". TIME beskriv Silmarillion som "Majestætisk, et værk der har været så længe og så ordentligt i forfatterens sind at den overvælder læseren". Horn Book Magazine priste den endda som et "bemærkelsesværdigt sæt af legender undfanget fantasifuld vælde og fortalt i et smukt sprog". John Calvin Batchelor, der anmeldte bogen for The Village Voice, priste bogen som " et svært men ubestrideligt fantasy mesterværk" og roste karakteren Melkor og beskriv ham som "en overvældende slem fyr, hvis hovedvåben mod godhed er hans evne til at fordærve mennesker ved at tilbyde dem staffager for deres forfængelighed.

## Indflydelse på musik
- Den tyske Drum and bass DJ Mathis Mootz udgav i 2003 War Of Sound , en clicks n' cuts side project as m2, der indeholder talte ord (samples oversæt venligst) fra en tilpasning af Silmarillion.
- Den hollandske progressive rock guitarist Jan Akkerman optog en (track oversæt venligst) kaldet "The Silmarillion" i sit 1977 album Meditation.
- Det britiske neo-progressive rock band Marillion blev dannet i 1979 i Aylesbury, England som Silmarillion, men de forkortede i 1981 deres navn for at undgå en konflikt om ophavsret.
- Det østrigske black metal band Summoning blev dannet i 1993 og har også frigivet talrige ("concept albums" oversæt venligst) baseret på dette og andre værker af Tolkien.
- Det tyske power metal band Blind Guardian udgav Nightfall in Middle-Earth i 1998, et ("concept albums" oversæt venligst) baseret på Silmarillion. Albummet indeholder ikke bare sange ("but also spoken passages narrating parts of the story" oversæt venligst).
- Det irske keltisk metal band Cruachan udgav i deres 2005 album Pagan en sang kaldet "Fall of Gondolin".
- Det australske indie band The Middle East indarbejdede i deres 2009 album The Recordings of the Middle East mange elementer fra Silmarillion i deres sang "Beleriand".

## Yderligere læsning
- Burns, Marjorie (2005), Perilous Realms: Celtic and Norse in Tolkien's Middle-earth, Toronto: University of Toronto Press, ISBN 0-8020-3806-9
- Flieger, Verlyn (2002), Splintered Light: Logos and Language in Tolkien's World, Kent, Ohio: Kent State University Press, ISBN 0-87338-744-9
- Turner, A. (2007), The Silmarillion: 30 years on, Walking Tree Publishers, ISBN 978-3-905703-10-8